# Aleuropteryx juniperi
Aleuropteryx juniperi är en insektsart som beskrevs av Ohm 1968. Aleuropteryx juniperi ingår i släktet Aleuropteryx och familjen vaxsländor. Inga underarter finns listade i Catalogue of Life.